# Biesmerée
Biesmerée (en wallon Biemrêye) est une section de la commune belge de Mettet située en Wallonie dans la province de Namur. C'était une commune à part entière avant la fusion des communes de 1977.

## Géographie
La commune est bornée au nord par Mettet, au nord-est par Furnaux, à l’est par Ermeton-sur-Biert, au sud par Stave et à l’ouest par Oret. Elle possède comme dépendances : Fraire-la-Crotteuse et Agnelée.

## Démographie
- Sources:INS, Rem:1831 jusqu'en 1970=recensements, 1976= nombre d'habitants au 31 décembre

## Histoire
La juridiction sur le village a été contestée aux comtes de Namur. En 1277, Marguerite de Hainaut donne droit au comte contre les prétentions de l’abbaye de Lobbes.
Biesmerée a aussi été un pion dans le conflit des 17 villes, nom donné au procès qui dura plus d’un siècle, de 1343 à 1446, dû au prince-évêque de Liège, qui fut débouté.
En 1626, la seigneurie hautaine est donnée en engagère à Simon Gobar et passe par héritage aux Wilquet. Elle est à nouveau vendue, en 1681, à Winand de Ville et passe par héritage aux Montmorency qui la gardent jusqu’à la fin de l’Ancien Régime.
Quant à la seigneurie foncière, elle est aux mains des moines de Lobbes qui la louent en 1601 à Simon Gobar.
La paroisse dépendait du concile ou doyenné de Florennes, diocèse de Liège, mais en 1561, elle est rattachée au diocèse de Namur.
L’industrie métallurgique est ancienne à Biesmerée : ainsi, en 1277, l’abbaye de Lobbes y perçoit des droits sur des minières. En 1550, on trouve la mention d’un fourneau. En 1628, Simon Gobar, seigneur du lieu, cède son droit d’extraire du minerai. Enfin, en 1828, la mine de fer est concédée sur 850 hectares. Dix ans plus tard est citée la forge de l’Agnelée appartenant aux héritiers du baron Jacquier de Rosée. En 1896, il n’y a plus trace de cette industrie. Par contre, à cette époque, l’extraction de la pierre prend son essor (39 ouvriers et un four à chaux qui emploie 4 ouvriers). Il existe en outre une raffinerie d’ocre qui occupe 40 ouvriers.
L’agriculture a toujours occupé une place importante.

## Patrimoine et folklore

### Patrimoine architectural
- Église Saint-Pierre. Construite en 1972 par l'architecte Kroll à l'emplacement de l'église de style néo-roman construite en 1867 par l'architecte Degreny[4].
- Ferme de la Fontaine, place des Combattants. Quadrilatère remontant principalement aux XVIe et XVIIe siècles[5].
- Ferme du château située à proximité de la ferme du Château. Quadrilatère du XVIIe siècle principalement de la fin du XVIIIe siècle[5].
- Ferme du Moulin, rue Fourneau. Située proche du ruisseau de Floye, logis traditionnel de la 1re moitié du XVIIe siècle voire de la fin du XVIe siècle, comprenant deux niveaux de trois travées dont les ouvertures ont été refaites au XIXe et XXe siècle[6].
- Moulin de l'Agnelée, rue Fourneau. Datant du XIXe siècle, située le long du ruisseau de Floye[6].
- Chapelle Sainte-Barbe, rue de la Station. Potale datant du XVIIIe siècle[6].